# Plavské jezero
Plavské jezero (srbsky Плавско језеро) se nachází na severovýchodě Černé Hory v regionu Plav v blízkosti státní hranice s Albánií. Leží v údolí mezi horskými masivy Prokletije a Visitor v nadmořské výšce 908 metrů. Na jeho břehu leží stejnojmenné historické město Plav, které bylo po staletí ovlivňováno Osmanskou říší. Jezero je od severu k jihu dlouhé přibližně 2 kilometry a se svou šířkou je zároveň řazeno mezi největší a nejvýznamnější jezera Černé Hory. Maximální hloubka tohoto jezera je 9 metrů.
Nejvýznamnějším přítokem je řeka Ljuča, která je vytvořena soutokem černohorské řeky Vruja a albánské řeky Vermoshi (černohorský název je Grnčar), tekoucí z nedaleké albánské vesnice Vermosh. Odtokovou řekou je Lim. Plavské jezero bylo dlouhou dobu považováno za největší ledovcové jezero Balkánského poloostrova. Podle nových vědeckých průzkumů bylo od tohoto stanoviska odstoupeno, jelikož v době, kdy bylo jezero utvářeno, se na tomto území neměl nacházet žádný ledovec. Původ jezera je tudíž dodnes nejasný. Samotní Černohorci však jezero nadále řadí mezi jezera ledovcového původu.

## Turistický ruch
Plavské jezero je součástí národního parku Prokletije, který je, tak jako další národní parky Černé Hory, oblíbeným turistickým cílem nejenom zahraničních turistů. Voda v jezeře je velmi čistá a v letním období dosahuje 20 °C. Město Plav taktéž nabízí turistické vyžití. Ve městě se nachází mnoho barů a restaurací, nabízejících místní nápoje a pokrmy. Ve městě je mešita a řada historických domů. Město je turistickým výchozím bodem pro pěší nebo cyklistické horské túry do blízkého i vzdálenějšího okolí. Jedním z nich jsou hory a vrcholy národního parku Prokletije. Za zmínku stojí mnoho turistických výletních cílů. V okolí Plavského jezera se nachází další dvě, rozlohou podstatně menší, ledovcová jezera. Prvním je Hridské jezero ležící v nadmořské výšce téměř dvou tisíc metrů. Druhým je Visitorské jezero, zajímavé přírodně vytvořeným plovoucím ostrovem nacházejícím se uprostřed jezera a zabírající jeho plochu téměř z jedné čtvrtiny. K oběma jezerům vedou turistické cesty, které jsou od začátku června velmi dobře schůdné nebo sjízdné na horských kolech. Dalšími turistickými cíli jsou nejvyšší hora Černé Hory – Zla Kolata (2504 m n. m.) nebo Vrch Bora. 
Jezero Plav je taktéž výchozí branou do albánských národních parků – Teth a Valbona, jejichž vrcholky leží v ještě vyšší nadmořské výšce. Za zmínku stojí Maja e Jezercës (2694 m n. m.) – nejvyšší hora pohoří Prokletije. Tato oblast Dinárských hor je srážkově nejbohatší a tudíž není výjimkou, že sníh zůstává na nejvyšších vrcholcích i uprostřed léta, jelikož ho tam mohou během zimy napadnout i více než 3 metry. Je tedy běžné, že jsou mnohé vesnice v tomto ročním období úplně odříznuté od civilizace. 
Dopravní infrastruktura a ubytovací kapacity, především na albánské straně, se rychle zlepšují. Hlavní cesta spojující město Plav s významným dvousettisícovým albánským městem Skadar je až na kratičký úsek u hraničního přechodu nově vyasfaltovaná a nabízí krásné výhledy. Tato obtížně dosažitelná poloha činí oblast velmi zajímavou z hlediska přírodních krás. Oblast je téměř nedotčená lidskou činností a nachází se zde velká škála endemických druhů zvířat a rostlin.